# A Bostoni halottkémek epizódjainak listája
Ez a cikk a Bostoni halottkémek című sorozat epizódjait listázza.

## Évados áttekintés
| Évad | Évad | Epizódok | Eredeti sugárzás     | Eredeti sugárzás | Eredeti adó |
| Évad | Évad | Epizódok | Évadpremier          | Évadfinálé       | Eredeti adó |
| ---- | ---- | -------- | -------------------- | ---------------- | ----------- |
|      | 1    | 23       | 2001. szeptember 24. | 2002. május 13.  | NBC         |
|      | 2    | 22       | 2002. szeptember 23. | 2003. május 5.   | NBC         |
|      | 3    | 13       | 2004. március 7.     | 2004. június 6.  | NBC         |
|      | 4    | 21       | 2004. szeptember 26. | 2005. május 15.  | NBC         |
|      | 5    | 21       | 2005. szeptember 25. | 2006. május 7.   | NBC         |
|      | 6    | 17       | 2007. január 14.     | 2007. május 16.  | NBC         |

## 1. évad (2001-2002)
| Sor. | Év. | Cím                                                     | Rendező          | Író                                    | Premier                                                     | Nézettség    |
| ---- | --- | ------------------------------------------------------- | ---------------- | -------------------------------------- | ----------------------------------------------------------- | ------------ |
| 1.   | 1.  | A csapat (Pilot)                                        | Allan Arkush     | Tim Kring                              | 2001. szeptember 24. 2003. szeptember 6. (Hallmark Channel) | 15,70 millió |
| 2.   | 2.  | Egy új nap hajnala (The Dawn of a New Day)              | Allan Arkush     | Tim Kring                              | 2001. október 1. 2003. szeptember 7. (Hallmark Channel)     | 14,20 millió |
| 3.   | 3.  | Szál, ami összeköt (The Ties That Bind)                 | Andy Wolk        | Ian Biederman                          | 2001. október 8.                                            | 13,30 millió |
| 4.   | 4.  | Menekülésre született (Born to Run)                     | Allan Arkush     | Damon Lindelof                         | 2001. október 15.                                           | 12,50 millió |
| 5.   | 5.  | Nincs hazaút (You Can't Go Home Again)                  | Donna Deitch     | Samantha Howard Corbin                 | 2001. október 22.                                           | 12,30 millió |
| 6.   | 6.  | Hívők (Believers)                                       | Ian Toynton      | Todd Ellis Kessler                     | 2001. október 29.                                           | 12,20 millió |
| 7.   | 7.  | Láthatatlan jelek (Sight Unseen)                        | Dick Lowry       | Gary Glasberg                          | 2001. november 12.                                          | 12,60 millió |
| 8.   | 8.  | A sírásó 1. rész (Digger: Part 1)                       | Ian Toynton      | Diane Ademu-John                       | 2001. november 19.                                          | 12,00 millió |
| 9.   | 9.  | A sírásó 2. rész (Digger: Part 2)                       | Allan Arkush     | Jill Blotevogel                        | 2001. november 26.                                          | 12,00 millió |
| 10.  | 10. | Kék karácsony (Blue Christmas)                          | Donna Deitch     | Ian Biederman & Samantha Howard Corbin | 2001. december 10.                                          | 11,40 millió |
| 11.  | 11. | Rosszkor rossz helyen (Wrong Place, Wrong Time)         | Rick Rosenthal   | Damon Lindelof                         | 2002. január 7.                                             | 12,40 millió |
| 12.  | 12. | Vérrokonok (Blood Relatives)                            | Arvin Brown      | Todd Ellis Kessler & Gary Glasberg     | 2002. január 14.                                            | 12,80 millió |
| 13.  | 13. | Csoda és szemfényvesztés (Miracles & Wonders)           | Allan Arkush     | Tim Kring                              | 2002. január 21.                                            | 14,10 millió |
| 14.  | 14. | Négy apa (Four Fathers)                                 | Rachel Talalay   | Diane Ademu-John                       | 2002. január 28.                                            | 12,30 millió |
| 15.  | 15. | Kegyes tettek (Acts of Mercy)                           | Alex Zakrzewski  | Elizabeth Sarnoff                      | 2002. február 4.                                            | 12,70 millió |
| 16.  | 16. | Az elveszett gyermek (Lost and Found)                   | Donna Deitch     | Clifton Campbell                       | 2002. február 25.                                           | 13,20 millió |
| 17.  | 17. | Bűn és bűnhődés (Crime & Punishment)                    | Allan Arkush     | Damon Lindelof                         | 2002. március 4.                                            | 12,90 millió |
| 18.  | 18. | Becsületek (With Honor)                                 | Donna Deitch     | Gary Glasberg                          | 2002. március 18.                                           | 12,30 millió |
| 19.  | 19. | Harrynek szeretettel (For Harry, with Love and Squalor) | Ian Toynton      | Tim Kring                              | 2002. április 8.                                            | 13,10 millió |
| 20.  | 20. | Az élet ajándéka (The Gift of Life)                     | Arvin Brown      | Ian Biederman                          | 2002. április 15.                                           | 13,00 millió |
| 21.  | 21. | A társ (Someone to Count On)                            | Nick Gomez       | Barbara Ellis Nance                    | 2002. április 29.                                           | 16,30 millió |
| 22.  | 22. | Titkok és hazugságok 1. rész (Secrets & Lies: Part 1)   | Michael Gershman | Elizabeth Sarnoff                      | 2002. május 6.                                              | 14,40 millió |
| 23.  | 23. | Titkok és hazugságok 2. rész (Secrets & Lies: Part 2)   | Allan Arkush     | Tim Kring                              | 2002. május 13.                                             | 14,80 millió |

## 2. évad (2002-2003)
| Sor. | Év. | Cím                                                          | Rendező                | Író                                                                         | Premier              | Nézettség    |
| ---- | --- | ------------------------------------------------------------ | ---------------------- | --------------------------------------------------------------------------- | -------------------- | ------------ |
| 24.  | 1.  | Mindenhol jó, de legjobb otthon (There's No Place Like Home) | Allan Arkush           | Tim Kring                                                                   | 2002. szeptember 23. | 10,50 millió |
| 25.  | 2.  | Bomba (Bombs Away)                                           | Ian Toynton            | Ian Biederman                                                               | 2002. szeptember 30. | 9,80 millió  |
| 26.  | 3.  | Az igazság nevében (The Truth Is Out There)                  | Tony Wharmby           | David Amann                                                                 | 2002. október 7.     | 10,50 millió |
| 27.  | 4.  | Törlesztés (Pay Back)                                        | Leslie Libman          | Kathy McCormick                                                             | 2002. október 14.    | 11,40 millió |
| 28.  | 5.  | A sors akarata (As If by Fate)                               | Michael Zinberg        | Gary Glasberg                                                               | 2002. október 21.    | 11,60 millió |
| 29.  | 6.  | 112 (One Twelve)                                             | Allan Arkush           | Damon Lindelof                                                              | 2002. november 11.   | 9,90 millió  |
| 30.  | 7.  | A lélek sebei (Scared Straight)                              | Arvin Brown            | Elizabeth Sarnoff                                                           | 2002. november 18.   | 11,30 millió |
| 31.  | 8.  | Ne nézz vissza! (Don't Look Back)                            | Ian Toynton            | Tim Kring                                                                   | 2002. december 2.    | 11,80 millió |
| 32.  | 9.  | A remény rabjai (Prisoner Exchange)                          | Michael Gershman       | Ian Biederman                                                               | 2002. december 9.    | 11,60 millió |
| 33.  | 10. | Ockham pengéje (Ockham's Razor)                              | Allan Arkush           | Történet: Damon Lindelof & Lizzy Shaw Tévéjáték: Damon Lindelof & Tim Kring | 2003. január 6.      | 12,20 millió |
| 34.  | 11. | Családi kötelékek (Family Ties)                              | Ian Toynton            | Kathy McCormick                                                             | 2003. január 13.     | 13,30 millió |
| 35.  | 12. | Tökéletes vihar (Perfect Storm)                              | Stephen Williams       | Christopher Barbour & Kiri Zooper                                           | 2003. január 27.     | 11,30 millió |
| 36.  | 13. | Fojtogató (Strangled)                                        | Michael Gershman       | Gary Glasberg                                                               | 2003. február 3.     | 9,80 millió  |
| 37.  | 14. | Kártyavár (Wild Card)                                        | Jesús Salvador Treviño | Diane Ademu-John                                                            | 2003. február 10.    | 10,70 millió |
| 38.  | 15. | Az ismeretlen (John Doe)                                     | Tim Hunter             | David Amann                                                                 | 2003. február 24.    | n.a          |
| 39.  | 16. | Összeesküvés elmélet (Conspiracy)                            | Michael Zinberg        | Shintaro Shimosawa & James Morris                                           | 2003. március 17.    | 11,90 millió |
| 40.  | 17. | Különös kegyetlenséggel (Cruel and Unusual)                  | Michael Gershman       | Elizabeth Sarnoff                                                           | 2003. március 31.    | 10,10 millió |
| 41.  | 18. | Tűz és jég (Fire and Ice)                                    | Arvin Brown            | Kathy McCormick & Diane Ademu-John                                          | 2003. április 7.     | 11,80 millió |
| 42.  | 19. | Halott feleségek klubja (Dead Wives Club)                    | Donna Deitch           | David Amann & Ian Biederman                                                 | 2003. április 14.    | 10,20 millió |
| 43.  | 20. | Napnyugta körzet (Sunset Division)                           | Allan Arkush           | Damon Lindelof & Tim Kring                                                  | 2003. április 21.    | 10,40 millió |
| 44.  | 21. | Pandora szelencéje 1. rész (Pandora's Trunk: Part 1)         | Stephen Williams       | Damon Lindelof & Gary Glasberg                                              | 2003. április 28.    | 10,10 millió |
| 45.  | 22. | Pandora szelencéje 2. rész (Pandora's Trunk: Part 2)         | Allan Arkush           | Tim Kring                                                                   | 2003. május 5.       | 9,90 millió  |

## 3. évad (2004)
| Sor. | Év. | Cím                                                                                   | Rendező          | Író                                                            | Premier           | Nézettség    |
| ---- | --- | ------------------------------------------------------------------------------------- | ---------------- | -------------------------------------------------------------- | ----------------- | ------------ |
| 46.  | 1.  | Az ördög tudja (Devil May Care)                                                       | Allan Arkush     | Andi Bushell & Jim Praytor                                     | 2004. március 7.  | 12,79 millió |
| 47.  | 2.  | Sima ügy (Slam Dunk)                                                                  | Michael Gershman | Kathy McCormick & Sharon Lee Watson                            | 2004. március 12. | 9,69 millió  |
| 48.  | 3.  | Míg a halál el nem választ (Til Death Do Us Part)                                     | Michael Gershman | Damon Lindelof & Tim Kring                                     | 2004. március 14. | 12,79 millió |
| 49.  | 4.  | Plutónium-parádé (Is That Plutonium in Your Pocket, or Are You Just Happy to See Me?) | Michael Gershman | Történet: Tim Kring & Bob Melisso Tévéjáték: Tim Kring         | 2004. március 19. | 11,24 millió |
| 50.  | 5.  | Élve, vagy halva (Dead or Alive)                                                      | Stephen Williams | Történet: Aron Eli Coleite Tévéjáték: David Amann              | 2004. március 21. | 11,94 millió |
| 51.  | 6.  | Második esély (Second Chances)                                                        | Allan Arkush     | Kathy McCormick                                                | 2004. március 28. | 14,67 millió |
| 52.  | 7.  | Hiányzó szálak (Missing Pieces)                                                       | Stephen Williams | David Amann                                                    | 2004. április 4.  | 12,94 millió |
| 53.  | 8.  | A legvalószínűbb (Most Likely)                                                        | Joyce Chopra     | Gary Glasberg                                                  | 2004. április 18. | 13,31 millió |
| 54.  | 9.  | Csakis az igazat! (All the News Fit to Print)                                         | Allan Arkush     | Kira Arne                                                      | 2004. április 25. | 11,27 millió |
| 55.  | 10. | Leleplezve (Revealed)                                                                 | Allan Arkush     | Történet: Damon Lindelof Tévéjáték: Damon Lindelof & Tim Kring | 2004. május 9.    | 11,86 millió |
| 56.  | 11. | Ki ezt mondja, ki azt mondja (He Said, She Said)                                      | Michael Gershman | Andi Bushell & Jim Praytor                                     | 2004. május 16.   | 12,64 millió |
| 57.  | 12. | Holttest a vízben (Dead in the Water)                                                 | Stephen Williams | Gary Glasberg                                                  | 2004. május 23.   | 12,94 millió |
| 58.  | 13. | Ó, testvér, merre visz az utad? (Oh, Brother Where Art Thou?: Part 3)                 | Allan Arkush     | Tim Kring                                                      | 2004. június 6.   | 11,60 millió |

## 4. évad (2004-2005)
| Sor. | Év. | Cím                                                                             | Rendező                | Író | Premier              | Nézettség    |
| ---- | --- | ------------------------------------------------------------------------------- | ---------------------- | --- | -------------------- | ------------ |
| 59.  | 1.  | Ha leszáll a sötétség (After Dark)                                              | Jesús Salvador Treviño | Scott A. Williams | 2004. szeptember 26. | 12,55 millió |
| 60.  | 2.  | A kukkoló (Out of Sight)                                                        | Roxann Dawson          | Linda Gase | 2004. október 3.     | 12,85 millió |
| 61.  | 3.  | A behatoló (Intruded)                                                           | Allan Arkush           | Tim Kring | 2004. október 10.    | 12,45 millió |
| 62.  | 4.  | Ébred a múlt (Deja Past)                                                        | Michael Gershman       | Andi Bushell | 2004. október 17.    | 12,52 millió |
| 63.  | 5.  | Késleltetett igazságszolgáltatás (Justice Delayed)                              | Dianne Houston         | Kathy McCormick | 2004. október 24.    | 11,69 millió |
| 64.  | 6.  | Kék hold (Blue Moon)                                                            | Allan Arkush           | Történet: Tim Kring & Linda Gase Tévéjáték: Scott A. Willams & Robert Rovner & Jon Cowan                              | 2004. október 31.    | 12,69 millió |
| 65.  | 7.  | Ami Vegasban kezdődik Bostonban ér véget (What Happens in Vegas Dies in Boston) | Jesús Salvador Treviño | Robert Rovner & Jon Cowan                                                                                             | 2004. november 7.    | 14,38 millió |
| 66.  | 8.  | Égi tűz (Fire from the Sky)                                                     | Allan Arkush           | Scott A. Williams & Tim Kring                                                                                         | 2004. november 14.   | 13,76 millió |
| 67.  | 9.  | Szükséges kockázat (Necessary Risks)                                            | Michael Gershman       | Sharon Lee Watson | 2004. november 21.   | 14,02 millió |
| 68.  | 10. | Idegen közöttünk (A Stranger Among Us)                                          | Jesús Salvador Treviño | Andi Bushell | 2005. január 2.      | 14,13 millió |
| 69.  | 11. | Gyilkosság a halottasházban (Murder in the Rue Morgue)                          | Roxann Dawson          | Linda Gase | 2005. január 9.      | 15,28 millió |
| 70.  | 12. | Családi ügyek (Family Affair)                                                   | Tim Hunter             | Kira Arne | 2005. január 30.     | 12,53 millió |
| 71.  | 13. | Most jól megfogtál (You Really Got Me)                                          | Allan Arkush           | Robert Rovner & Jon Cowan                                                                                             | 2005. február 13.    | 12,20 millió |
| 72.  | 14. | A halál angyala (Gray Murders)                                                  | Roxann Dawson          | Andrew Black | 2005. március 13.    | 13,34 millió |
| 73.  | 15. | Mozgalmas éjszaka (It Happened One Night)                                       | Miguel Ferrer          | Tim Kring | 2005. március 20.    | 11,21 millió |
| 74.  | 16. | Csontok (Skin and Bone)                                                         | Stephen Williams       | Scott A. Williams | 2005. március 27.    | 11,37 millió |
| 75.  | 17. | Locard csereelve (Locard's Exchange)                                            | Bethany Rooney         | Kathy McCormick | 2005. április 10.    | 10,61 millió |
| 76.  | 18. | Menedék (Sanctuary)                                                             | Michael Gershman       | Aron Eli Coleite | 2005. április 24.    | 8,75 millió  |
| 77.  | 19. | Érzelmek rabjai (Embraceable You)                                               | Allan Arkush           | Linda Gase & Robert Rovner & Jon Cowan                                                                                | 2005. május 1.       | 10,90 millió |
| 78.  | 20. | Nefelejcs (Forget Me Not)                                                       | Roxann Dawson          | Történet: Steve Valentine & Scott A. Williams & Tim Kring Tévéjáték: Scott A. Williams & Tim Kring                    | 2005. május 8.       | 11,60 millió |
| 79.  | 21. | Zuhanás (Jump Push Fall)                                                        | Allan Arkush           | Történet: Linda Gase & Aron Eli Coleite & Robert Rovner & Jon Cowan Tévéjáték: Linda Gase & Robert Rovner & Jon Cowan | 2005. május 15.      | 12,62 millió |

## 5. évad (2005-2006)
| Sor. | Év. | Cím                                                               | Rendező          | Író                                                                              | Premier              | Nézettség    |
| ---- | --- | ----------------------------------------------------------------- | ---------------- | -------------------------------------------------------------------------------- | -------------------- | ------------ |
| 80.  | 1.  | Mindenütt jó, de legjobb otthon 2 (There's No Place Like Home II) | Roxann Dawson    | Tim Kring & Robert Rovner & Jon Cowan                                            | 2005. szeptember 25. | 13,09 millió |
| 81.  | 2.  | Mázli faktor (Luck Be a Lady)                                     | Allan Arkush     | Rob Fresco                                                                       | 2005. október 2.     | 12,39 millió |
| 82.  | 3.  | Ítéletidő (Under the Weather)                                     | Roxann Dawson    | Tim Kring & Robert Rovner & Jon Cowan                                            | 2005. október 9.     | 12,90 millió |
| 83.  | 4.  | Az ítélet napja (Judgement Day)                                   | Allan Arkush     | Kathy McCormick                                                                  | 2005. október 16.    | 11,22 millió |
| 84.  | 5.  | Megvilágosodás (Enlightenment)                                    | Bethany Rooney   | Linda Gase                                                                       | 2005. október 23.    | 12,08 millió |
| 85.  | 6.  | Emlékmás (Total Recall)                                           | Ernest Dickerson | Emily Whitesell                                                                  | 2005. október 30.    | 12,47 millió |
| 86.  | 7.  | Egy elment vadászni (Road Kill)                                   | Roxann Dawson    | Melissa R. Byer & Treena Hancock                                                 | 2005. november 27.   | 11,06 millió |
| 87.  | 8.  | Jöttem én a semmiből (A Man in Blue)                              | Jonathan Kaplan  | Történet: Tim Kring & Jason Ning Tévéjáték: Rob Fresco & Jason Ning              | 2005. december 4.    | 12,56 millió |
| 88.  | 9.  | Arat a halál (Death Goes On)                                      | Roxann Dawson    | Kathy McCormick & Aron Eli Coleite                                               | 2005. december 11.   | 11,40 millió |
| 89.  | 10. | Szeret, nem szeret (Loves Me Not)                                 | Allan Arkush     | Robert Rovner & Jon Cowan                                                        | 2006. január 8.      | 12,00 millió |
| 90.  | 11. | A fölösleges harmadik (The Elephant in the Room)                  | Bethany Rooney   | Joe Pokaski                                                                      | 2006. január 15.     | 10,83 millió |
| 91.  | 12. | Etikai kódex (Code of Ethics)                                     | Miguel Ferrer    | Linda Gase                                                                       | 2006. január 22.     | 11,10 millió |
| 92.  | 13. | Álomország (Dreamland)                                            | Karen Gaviola    | Rob Fresco                                                                       | 2006. január 29.     | 11,22 millió |
| 93.  | 14. | Haláljárat (Death Toll)                                           | Allan Arkush     | Melissa R. Byer & Treena Hancock                                                 | 2006. március 12.    | 10,54 millió |
| 94.  | 15. | Szuperhősök márpedig vannak (Blame Game)                          | Miguel Ferrer    | Történet: Aron Eli Coleite & Jason Ning Tévéjáték: Kathy McCormick               | 2006. március 19.    | 10,18 millió |
| 95.  | 16. | Valaki, aki vigyázna rám (Someone to Watch Over Me)               | Aaron Lipstadt   | Emily Whitesell                                                                  | 2006. március 26.    | 10,55 millió |
| 96.  | 17. | Ments meg! (Save Me)                                              | Allan Arkush     | Linda Gase                                                                       | 2006. április 9.     | 11,44 millió |
| 97.  | 18. | Vékony jégen (Thin Ice)                                           | Donna Deitch     | Robert Rovner & Jon Cowan                                                        | 2006. április 16.    | 12,61 millió |
| 98.  | 19. | Titokzatos utak (Mysterious Ways)                                 | Miguel Ferrer    | Lawrence Meyers                                                                  | 2006. április 23.    | 11,48 millió |
| 99.  | 20. | Őrült egy nap (Mace vs. Scalpel)                                  | Bethany Rooney   | Rob Fresco                                                                       | 2006. április 30.    | 9,31 millió  |
| 100. | 21. | Maradj velem (Don't Leave Me This Way)                            | Allan Arkush     | Történet: Melissa R. Byer & Treena Hancock Tévéjáték: Linda Gase & Robert Rovner | 2006. május 7.       | 10,66 millió |

## 6. évad (2007)
| Sor. | Év. | Cím                                                                       | Rendező           | Író                                                                             | Premier           | Nézettség   |
| ---- | --- | ------------------------------------------------------------------------- | ----------------- | ------------------------------------------------------------------------------- | ----------------- | ----------- |
| 101. | 1.  | Megtorlás (Retribution)                                                   | Roxann Dawson     | Történet: Robert Rovner & Jon Cowan Tévéjáték: Melissa R. Byer & Treena Hancock | 2007. január 14.  | 6,65 millió |
| 102. | 2.  | Összetörve (Shattered)                                                    | Donna Deitch      | Lynne E. Litt                                                                   | 2007. január 21.  | 7,57 millió |
| 103. | 3.  | 33 golyó (33 Bullets)                                                     | John Badham       | Rob Fresco                                                                      | 2007. január 28.  | 7,92 millió |
| 104. | 4.  | Őrült kis dolog, amit szerelemnek hívnak (Crazy Little Thing Called Love) | Roxann Dawson     | Rob Wright                                                                      | 2007. február 11. | 8,06 millió |
| 105. | 5.  | Kis ember, nagy ember (Mr. Little and Mr. Big)                            | Ravi Kapoor       | Kathy McCormick                                                                 | 2007. február 18. | 7,02 millió |
| 106. | 6.  | Az élőhalott éjszakája (Night of the Living Dead)                         | Allan Arkush      | Jason Ning                                                                      | 2007. február 25. | 6,74 millió |
| 107. | 7.  | Pimaszság (Hubris)                                                        | Roxann Dawson     | Melissa R. Byer & Treena Hancock                                                | 2007. március 7.  | 8,08 millió |
| 108. | 8.  | Elszigeteltség (Isolation)                                                | Bethany Rooney    | Ashley Gable                                                                    | 2007. március 14. | 7,39 millió |
| 109. | 9.  | Hét láb mélyen (Seven Feet Under)                                         | Kate Woods        | Brian Ross                                                                      | 2007. március 21. | 6,15 millió |
| 110. | 10. | Kegyvesztettség (Fall From Grace)                                         | Craig Ross, Jr.   | Brett Mahoney                                                                   | 2007. március 28. | 7,02 millió |
| 111. | 11. | Hit (Faith)                                                               | Donna Deitch      | Robert Rovner & Jon Cowan                                                       | 2007. április 4.  | 7,57 millió |
| 112. | 12. | Csipkerózsika (Sleeping Beauty)                                           | Bethany Rooney    | Rob Fresco                                                                      | 2007. április 11. | 6,22 millió |
| 113. | 13. | Utána, tehát miatta (Post Hoc Ergo Propter Hoc)                           | Jill Hennessy     | Kathy McCormick & Lynne E. Litt                                                 | 2007. április 18. | 6,80 millió |
| 114. | 14. | Egészségben, betegségben (In Sickness & In Health)                        | Donna Deitch      | Melissa R. Byer & Treena Hancock & Jason Ning                                   | 2007. április 25. | 6,37 millió |
| 115. | 15. | Újból halott (Dead Again)                                                 | John Badham       | Rob Wright & Jim Danger Gray                                                    | 2007. május 2.    | 5,95 millió |
| 116. | 16. | Hamvában holt (D.O.A.)                                                    | Curtis A. Schnell | Rob Fresco                                                                      | 2007. május 9.    | 5,34 millió |
| 117. | 17. | Zuhanás (Crash)                                                           | Roxann Dawson     | Ashley Gable & Robert Rovner & Jon Cowan                                        | 2007. május 16.   | 6,44 millió |